# الامريح (فرع العدين)

تعديل مصدري - تعديل

الامريح محلة تابعة لقرية وادي بوكر، التابعة لعزلة بني احمد والثلث بمديرية فرع العدين إحدى مديريات محافظة إب في الجمهورية اليمنية، بلغ تعداد سكانها 77 حسب تعداد اليمن لعام 2004.